# Copa de Campeones 1978 (CBD)
La Copa de Campeones (CBD) (oficialmente en portugués Copa dos Campeões da Copa Brasil) fue un torneo de fútbol oficial organizado por la CBD, se jugó en el año de 1978 por tres campeones del Brasileirão de 1971, 1974 y 1977. El Atlético Mineiro, conocido popularmente como el Galo, fue el campeón del importante certamen. São Paulo se clasificó directamente a la final por ser el campeón vigente del Brasileirão.
Palmeiras campeón de 1972 y 1973 desistió de participar alegando cansancio de sus jugadores e Internacional campeón de 1975 y 1976 fue excluido por decisión de la CBD. 

## Participantes
| Atlético Mineiro (Belo Horizonte) |  | Campeón Brasileño de 1971. |
| Vasco da Gama (Rio de Janeiro)    |  | Campeón Brasileño de 1974. |
| São Paulo (São Paulo)             |  | Campeón Brasileño de 1977. |

## Semifinales
| 15 de agosto de 1978 | Atlético Mineiro         | 2:1' | Vasco da Gama | Estadio Mineirão, Belo Horizonte                                          |                                                                           |
|                      | Fernando 26' Danival 63' |      | Dirceu 21'    | Asistencia: 16.280 espectadores Árbitro(s): Oscar Scolfaro (Minas Gerais) | Asistencia: 16.280 espectadores Árbitro(s): Oscar Scolfaro (Minas Gerais) |

| 20 de agosto de 1978 | Vasco da Gama | 1:1' | Atlético Mineiro | Estadio Maracaná, Río de Janeiro                                          |                                                                           |
|                      | Guina 38'     |      | Ziza 50' (P)     | Asistencia: 11.896 espectadores Árbitro(s): José Favilli Neto (Sao Paulo) | Asistencia: 11.896 espectadores Árbitro(s): José Favilli Neto (Sao Paulo) |

## Final
| 22 de agosto de 1978 | Atlético Mineiro | 0:0 (4-2)p | São Paulo | Estadio Mineirão, Belo Horizonte                                                 |  |
|                      |                  |            |           | Asistencia: 19.535 espectadores Árbitro(s): José Roberto Wright (Río de Janeiro) |  |

| Minas Gerais             |
| Campeón Atlético Mineiro |